# Szumit Malik
Szumit Malik Kumar (Delhi, 1993. január 9. –) indiai szabadfogású birkózó. A 2018-as birkózó-világbajnokságon a bronzéremért mérkőzött 125 kg-os súlycsoportban, szabadfogásban, végül ötödik helyen zárta a világbajnokságot. A 2017-es Ázsia Bajnokságon ezüstérmes lett a 125 kg-os súlycsoportban, szabadfogásban. A Nemzetközösségi Játékokon szabadfogásban egy aranyérmet nyert 2018-ban a 125 kg-os súlycsoportban. A 2017-es Nemzetközösségi Bajnokságon ezüstérmes lett 125 kg-os súlycsoportban.

## Sportpályafutása
A 2018-as birkózó-világbajnokságon a 125 kg-osok bronzmérkőzése során az amerikai Nicholas Edward Gwiazdowski volt ellenfele, aki 7–2-re  megverte, így az indiai ötödikként zárta a világbajnokságot.